# Ostrówek (gmina, Łódź)
Ostrówek est une gmina rurale du powiat de Wieluń, Łódź, dans le centre de la Pologne. Son siège est le village d'Ostrówek, qui se situe environ 14 km au nord de Wieluń et 77 km au sud-ouest de la capitale régionale Łódź.
La gmina couvre une superficie de 101,6 km2 pour une population de 4 642 habitants.

## Géographie
La gmina inclut les villages de Bolków, Dymek, Gwizdałki, Jackowskie, Janów, Kopiec, Kuźnica, Milejów, Niemierzyn, Nietuszyna, Okalew, Oleśnica, Ostrówek, Piskornik, Rudlice, Skrzynno, Wielgie et Wola Rudlicka.
La gmina borde les gminy de Czarnożyły, Konopnica, Lututów, Osjaków, Wieluń et Złoczew.